# East Wenatchee Bench
East Wenatchee Bench es un lugar designado por el censo ubicado en el condado de Douglas en el estado estadounidense de Washington. En el año 2000 tenía una población de 13.658 habitantes y una densidad poblacional de 626,4 personas por km².

## Geografía
East Wenatchee Bench se encuentra ubicado en las coordenadas 47°25′0″N 120°16′31″O / 47.41667, -120.27528.

## Demografía
Según la Oficina del Censo en 2000 los ingresos medios por hogar en la localidad eran de $45.496, y los ingresos medios por familia eran $50.246. Los hombres tenían unos ingresos medios de $39.448 frente a los $25.226 para las mujeres. La renta per cápita para la localidad era de $18.176. Alrededor del 11,0% de la población estaban por debajo del umbral de pobreza.